# Friedrich Knotzer
Friedrich Knotzer (* 4. Mai 1944 in Traiskirchen) ist ein ehemaliger österreichischer Politiker (SPÖ). Er war von 1983 bis 1999 Abgeordneter zum Landtag von Niederösterreich und von 1999 bis 2003 Landesrat in der Landesregierung Pröll III.

## Leben
Knotzer besuchte nach der Volks- und Hauptschule eine und Berufsschule, wobei er den Beruf des Einzelhandelskaufmanns erlernte. Er war in der Folge zwischen 1962 und 1970 beruflich als Filialleiter tätig und arbeitete von 1970 bis 1985 als SPÖ-Bezirksparteisekretär. Lokalpolitisch engagierte sich Knotzer ab 1975 als Gemeinderat in Traiskirchen, 1985 wurde er zum Bürgermeister gewählt. Er vertrat die SPÖ-Niederösterreich zwischen dem 1. Dezember 1983 und dem 18. November 1999 im Niederösterreichischen Landtag und hatte ab 1999 das Amt des Klubobmanns inne. Danach war er vom 18. November 1999 bis zum 24. April 2003 Landesrat in der Landesregierung Pröll III. Knotzer übernahm 2008 die Funktion des Vizepräsidenten des Verbandes Sozialdemokratischer Gemeindevertreter in Niederösterreich.

## Auszeichnungen
- 2012: Silbernes Komturkreuz mit dem Stern des Ehrenzeichens für Verdienste um das Bundesland Niederösterreich[1]